# Norska kyrkan

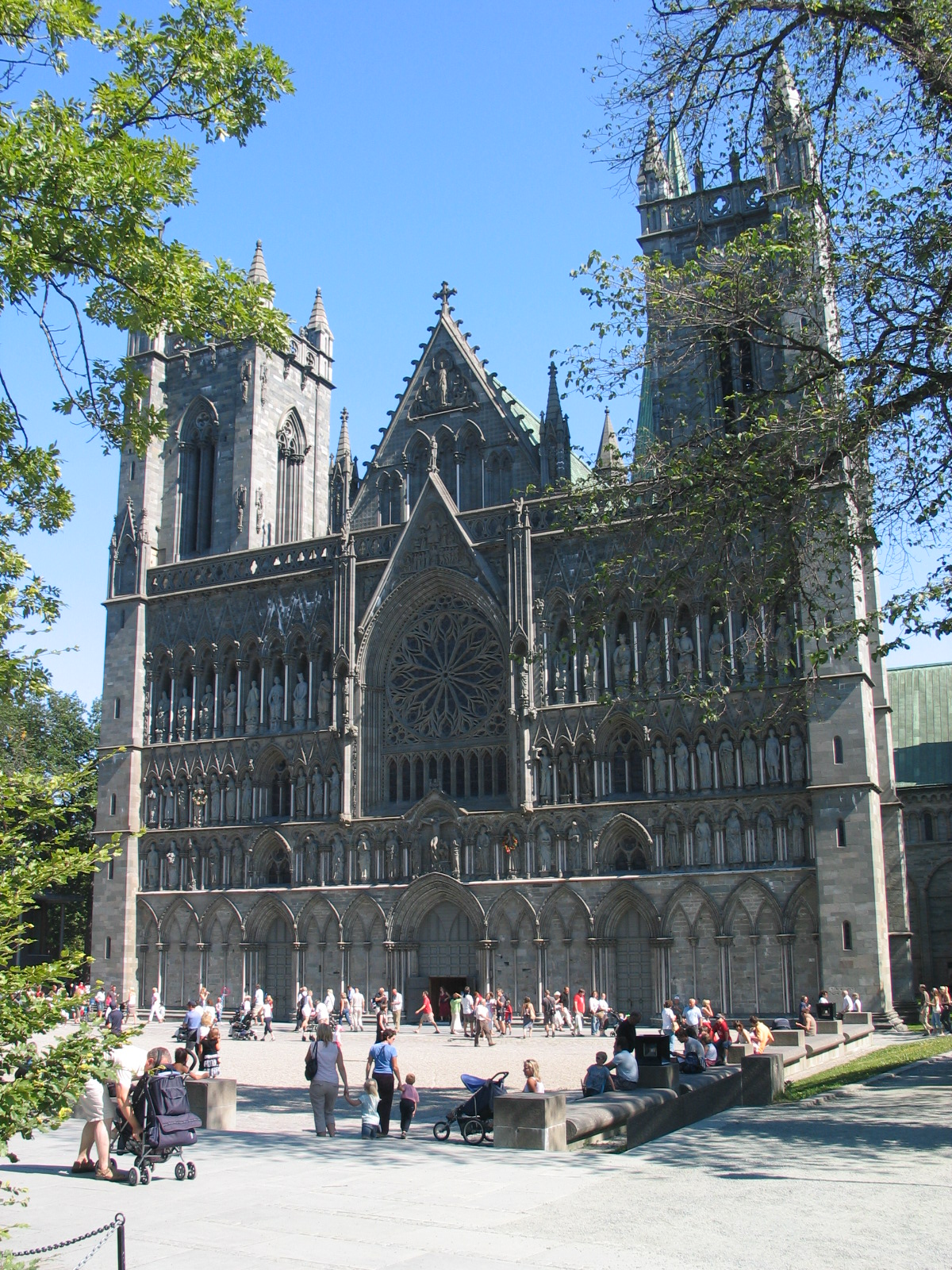
Nidarosdomen i Trondheim.

Norska kyrkan (bokmål: Den norske kirke, nynorska: Den norske kyrkja) ett evangelisk-lutherskt samfund i Norge. 
I slutet av 2021 var 64,9 procent av norrmännen medlemmar av Norska kyrkan.. Kyrkans ledning består av ett biskopskollegium och ett kyrkomöte. Preses i biskopsmötet, en av två biskopar i Nidaros stift och kyrkans främsta företrädare, är sedan maj 2020 Olav Fykse Tveit. Likt de svenska och finska lutherska ärkebiskoparna är preses främst bland jämlikar, men inte överordnad de andra biskoparna.

## Historia
Från staden Trondheim (då Nidaros) leddes under medeltiden en stor del av den nordiska katolska kyrkan. Nidarosdomen i Trondheim var sätet för det norska ärkebiskopsdömet som sträckte sig över de nordvästra delarna av nuvarande Sverige, hela Norge, Island, Grönland, Isle of Man, Orkneyöarna, Shetlandsöarna, Färöarna och Hebriderna.

### Kristnande och grundande av kyrkan
Norges första kontakter med kristendom kom genom handelsresor i Europa, under tidig medeltid. Kristnandet inleddes under slutet av 900-talet. Kung Olav I av Norge hade låtit döpa sig i England, och spred kristendomen starkt i både Norge och Island. Nästa viktiga epok var under Olav Haraldsson regenttid, 1015–1028. Olav II, mest känd med tillnamnet Olav den helige, var även han en viking som blivit döpt utomlands, i Rouen, Frankrike. Med stöd av anglosaxiska missionärer fortsatte han Olav I:s strävanden att kristna landet.
Den norska kyrkan knöts till ärkebiskopen av Bremen. Nationalencyklopedin anger att det kan ha skett som "motvikt mot den dansk–engelske kungen Knut den stores anspråk på herravälde även över Norge" Landet delades in i stift, där Oslo, Nidaros och Selje var de tre första stiften, som enligt sagatraditionen upprättades under kung Olav III Haraldsson Kyrre runt 1060-talet. Under 1120-talet bröts Stavanger stift ut ur Selje stift, och ungefär samtidigt grundlade benediktinerorden det första norska klostret på Munkholmen utanför Nidaros. Senare följde även cistercienserorden med bland annat Hovedøya kloster vid Oslo och Munkeby vid Levanger. 
Påve Eugenius III sände 1152 kardinal Nikolaus Breakspere som påvlig legat till Norge och Sverige för att ordna kyrkans organisation. Följden blev att Norge 1153 blev en egen kyrkoprovins, det vill säga fick en egen ärkebiskop i Nidaros. Samtidigt bröts också Hamar stift ut ur Oslo stift. Vid återkomsten till Rom 1154 valdes Breakspere till påve, under namnet Hadrianus IV.
Trots den tidigare kopplingen till ärkebiskopen av Bremen hade den norska kyrkan grundats av anglosaxiska missionärer, och med engelsk förebild kom Selje senare att flyttas till Bjørgvin eller Bergen, då biskopssäten enligt beslut vid Synoden i London 1075 skulle förläggas till de större städerna.

### Kyrkans ställning under medeltiden
Kyrkans ställning i Norge under hög- och senmedeltiden reglerades genom Sættargjerden, ett konkordat mellan kung Magnus Lagaböter och ärkebiskop Jon Raude, som slöts år 1277 i Tønsberg. Sættargjerden gav kyrkan domvärjo i kyrkorättsliga frågor. Utöver rent inomkyrkliga förvaltningsärenden innefattade det också frågor om äktenskap, dop och testamente. Det innebar också att präster, munkar och nunnor inte kunde dömas i världsliga domstolar, utan alltid skulle prövas av kyrkans domstolar. Kyrkan förhandlade också till sig skattelättnader, och makt att själv tillsätta alla ställningar som biskop, abbot och präst utan kungens påverkan. I utbyte lovade ärkebiskopen att kyrkan avstod rätten att påverka valet av kung, en rättighet som den fått av kung Magnus Erlingsson ungefär 100 år tidigare.
Konkordatet revs upp redan tre år senare, när Magnus Lagaböter dog och en förmyndarregering tog över makten för hans son Erik Magnussons räkning. Trots det hade avtalet stort värde för många av de efterföljande kungarna, och Kristian I lätt stadfästa det på nytt 1458.

### Reformationen
Reformationen i Norge drevs framför allt från Danmark genom den blivande kung Christian III. Han kom tidigt i kontakt med protestantismen och närvarade själv vid riksdagen i Worms 1521 där ediktet i Worms förklarade reformatorn Martin Luther laglös och bannlyste all läsning och innehav av hans litteratur. När Christian 1525 blev länsherre till Tönning och Haderslev i norra delen av Schleswig började han införa reformationsidéerna där.
Efter Frederiks I död 1533 började en tronstrid, den så kallade Grevefejden, som avslutades först 1536. Mot Christian stod den katolske Christian II och stora delar av det danska riksrådet. Först hösten 1536 var Christian III kung över hela Danmark-Norge. Enligt dansk sed bekräftades hans trontillträde genom ett särskilt avtal med adeln, en så kallad håndfæstning, där kungen bland annat lovade den danska adeln att Norge inte längre skulle vara ett självständigt rike utan ett landskap under den danska kronan. Samtidigt infördes en luthersk statskyrka i Danmark, och därmed även Norge.
Den norska ärkebiskopen i Nidaros, Olav Engelbrektsson, var en stark motståndare till både den nya kungen, hans far och deras protestantiska idéer. Under Grevefejden tog han därför tillfället för att försöka frigöra Norge från Danmark, under en ny, katolsk kung. Han misslyckades dock med att få med folket i kampen, och i april 1537 flydde ärkebiskop Olav från Norge till Nederländerna.
Samma år fastslog Christian III en ny kyrkorätt, Kirkeordinanens, som ersatte den katolska kanoniska rätten. Katolska biskopar ersattes av lutherska – till en början kallade superintendenter. Ärkebiskopsämbetet avskaffades och kungen, som själv var teologiskt utbildad, övertog rollen som kyrkans överhuvud. Kloster stängdes och kyrkans gods drogs in till kronan. Christian III lät även översätta bibeln till danska för första gången, en översättning som var klar 1550.
I Norge genomfördes förändringarna förhållandevis varsamt. När kungen skrev till sin befallningsman på Bergenshus fästning.  saknades den annars så vanliga lutherska kritiken av katolska kyrkan, och inga större förändringar i doktrin eller kyrkans lära nämns. De norska prästerna kunde fortsätta i ämbetet, om de underställde sig den nya kyrkolagen och svor trohetsed till kungen.
Nationalencyklopedin menar att reformationsverket avslutades i Norge 1607, då landet fick sin egen kyrkoordning.

## Ställning som statskyrka
Norska kyrkan är statskyrka i Norge, vilket framgår av så väl grundlag som särlagstiftning. Sedan 2012 har dock kyrkan fått en betydligt friare ställning. Då slutade nämligen Norges regering att utnämna biskopar direkt. Den 1 januari 2017 upphörde den norska staten att vara arbetsgivare för präster och biskopar, och Den norske kirke och församlingarna inrättades som egna rättssubjekt och juridiska personer. Tidigare hade kyrkan varit en del av statsförvaltningen och församlingarna en del av den kommunala förvaltningen.
Sedan 2017 har ytterligare organisationsutredningar genomförts. Under 2019 tillsatte kyrkomötet det så kallade Müller-Nilssen-utskottet, som våren 2021 lämnade flera förslag till ny organisering, som även skulle minska kopplingen mellan kyrkan och kommunal förvaltning. Från 1 januari 2021 är den tidigare kyrkolagen ersatt av en ny lag om trossamfund och livssynssamfund (lov om tros- og livssynssamfunn, trossamfunnsloven), som gäller alla trossamfund men med särskilda regler för Norska kyrkan.
Trots den omfattande omorganiseringen och försöken att skilja Norska kyrkan från det offentliga är kyrkans verksamhet tills vidare finansierad över statsbudgeten och kommunbudgetarna. Under 2020 mottog den nationella nivån 2 230 miljoner NOK från staten, vilket utgjorde 98,8 % av den nationella nivåns omsättning. Samma år mottog Oslo kirkelige fellesråd 156 miljoner NOK från kommunen (67 % av omsättningen) och ytterligare 32 miljoner i statsbidrag (14 %). Medlen beslutas årligen genom den statliga och kommunala budgetprocessen. Sammantaget beräknades bidraget från stat och kommuner till Den norske kirke uppgå till 4 648 miljoner NOK för 2021.

## Kyrkans stift

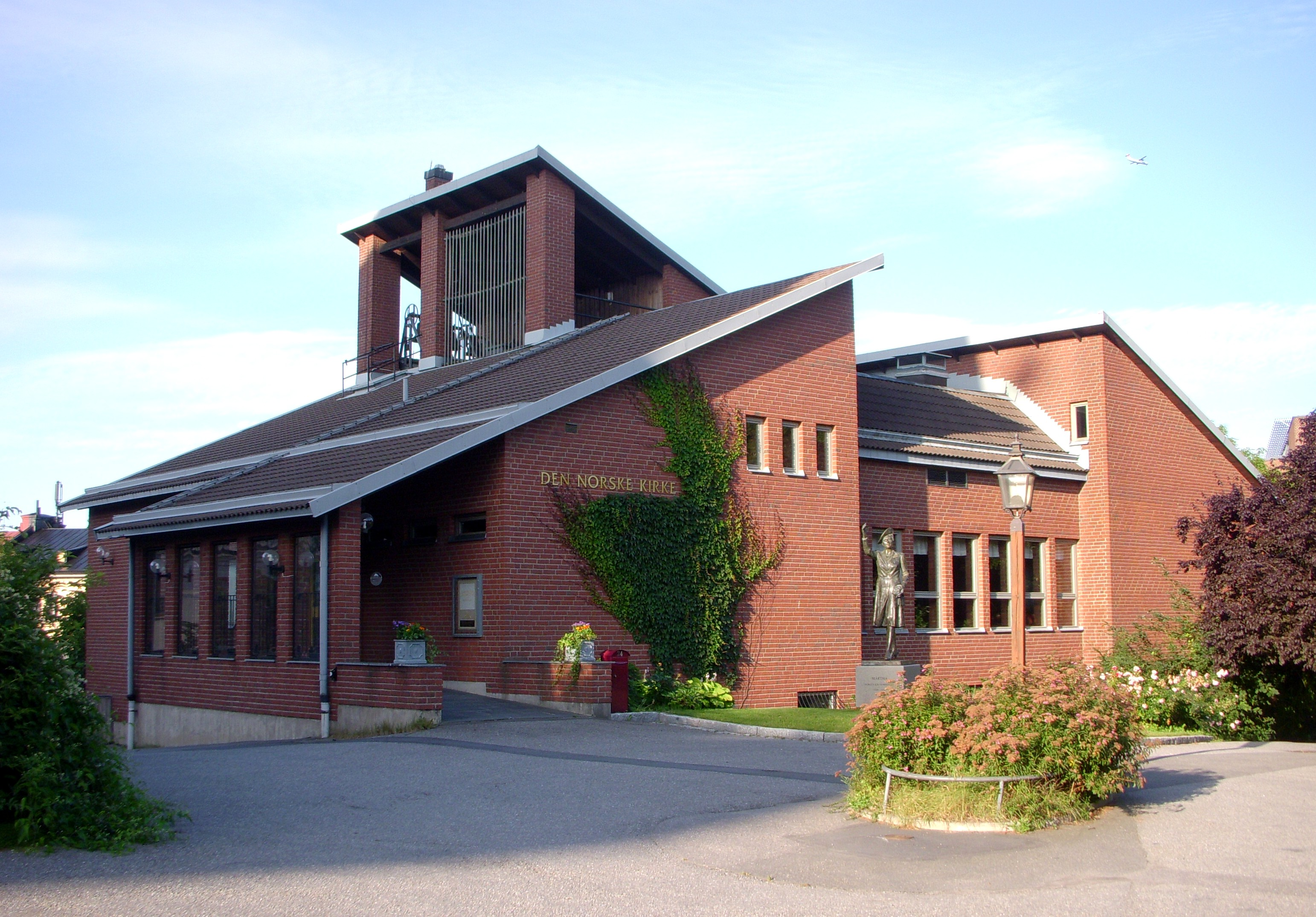
Kronprinsesse Märthas kirke vid Stigbergsgatan på Södermalm i Stockholm.

Den norska kyrkan utgörs av 11 stift, eller bispedømmer, och dess äldsta stift anser sig stamma från Norges kristnande under 800-talet och framåt.
- Oslo stift
- Borgs stift
- Hamars stift
- Tunsbergs stift
- Agder och Telemarks stift
- Stavangers stift
- Bjørgvins stift
- Møre stift
- Nidaros stift
- Sør-Hålogalands stift
- Nord-Hålogalands stift

## Källförteckning